# Ritorno del figliol prodigo (Guercino Vienna)
Il Ritorno del figliol prodigo è un dipinto a olio su tela (107x143,5) realizzata da Giovanni Francesco Barbieri, detto  Guercino, databile al 1619 ed esposto nel Kunsthistorisches Museum (Vienna).

## Storia
«Questa raffinata pittura» fa parte delle opere eseguite dal Guercino per il cardinale genovese Jacopo Serra, Legato di Ferrara dal 1616 a 1623. Durante una visita a Cento, nel 1617, il giovane pittore donò al porporato un «quadro bellissimo». Il cardinale rimase molto colpito dal talento del giovane pittore, tanto che nel 1619 lo convocò a Ferrara, avviando con lui un rapporto artistico esclusivo e intenso. A Ferrara Guercino eseguì per il cardinale capolavori come San Sebastiano curato da Irene (Bologna, Pinacoteca Nazionale) e Sansone e i Filistei (New York, Metropolitan Museum of Art), la Resurrezione di Lazzaro (Louvre, Parigi), Giacobbe ei figli di Giuseppe (Dublino, National Gallery of Ireland), Sibilla (Cento, Civica Pinacoteca il Guercino), Elia nutrito dai corvi (Londra, National Gallery). Nel 1720 il quadro figura con il n. 247 nel I volume del manoscritto di Ferdinand Storffer intitolato Gemaltes Inventarium der Aufstellung der Gemäldegalerie in der Stallburg (a Vienna). Il manoscritto è conservato al  Kunsthistorisches Museum. La storia del quadro fra il 1619 e il 1720 non è nota. Una copia è conservata al Statens Museum for Kunst, Copenaghen.

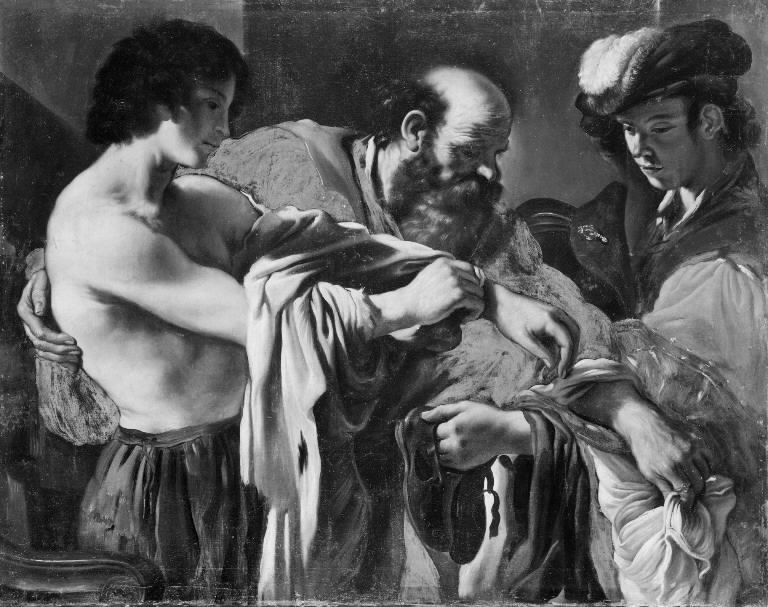
Il figliol prodigo di Guercino, Statens Museum for Kunst, Copenaghen

## Descrizione e stile
Il dipinto, ispirato all'omonima parabola del Vangelo (Luca 15,11–32), raffigura il momento immediatamente successivo all’accoglienza del figliol prodigo, rientrato nella casa paterna dopo aver dissipato la propria parte di eredità. La scena presenta tre mezze figure disposte da sinistra a destra: il figliol prodigo, il padre e il figlio fedele e pio. Un intreccio di gesti anima la composizione: il padre e il fratello si adoperano per rivestire il giovane con nuovi abiti. La camicia strappata sta per essere sostituita da una tunica bianca scelta dal padre, mentre il fratello, giunto con gli altri indumenti, porge anche un paio di scarpe nuove. Il padre, al centro della scena, unisce fisicamente e simbolicamente i due figli. Il volto del prodigo è in ombra e il suo gesto di svestirsi allude alla condizione di sottomissione e rinnovamento; il fratello maggiore, pienamente illuminato, appare ritratto in una posizione che suggerisce distacco. La tensione narrativa si esprime attraverso posture raccolte e silenzi eloquenti, mentre la luce soffusa contribuisce a creare un’atmosfera sospesa.
«È uno dei quadri più rappresentativi di Guercino, sintesi assoluta del suo stile, del suo chiaroscuro atmosferico, delle sue invenzioni Iconografiche. È il dipinto più caravaggesco del Barbieri».